# サン・パオロ
サン・パオロ（伊: San Paolo）は、イタリア共和国ロンバルディア州ブレシア県にある、人口約4,400人の基礎自治体（コムーネ）。

## 地理

### 位置・広がり

#### 隣接コムーネ
隣接するコムーネは以下の通り。
- バルバリーガ
- ボルゴ・サン・ジャーコモ
- オッフラーガ
- オルツィヌオーヴィ
- ヴェロラヌオーヴァ

### 地震分類
イタリアの地震リスク階級 (it) では、3 に分類される
。

## 行政

### 分離集落
サン・パオロには、以下の分離集落（フラツィオーネ）がある。
- Cremezzano, Oriano, Pedergnaga, Scarpizzolo, Trignano